# 菱唇山姜
菱唇山姜（学名：Alpinia kusshakuensis）为姜科山姜属下的一个种。

## 扩展阅读
- 維基物種上的相關：菱唇山姜